# Selaön
Selaön er en ø i Mälaren hørende under Strängnäs kommune, Södermanlands län i Sverige. Den er med sine 95 km² Sveriges største ø i en indsø, og er delt mellem sognene Ytterselö og Överselö.
Øen ligger lige øst for Strängnäs og har cirka 3.000 fastboende. I syd ved Stallarholmen er der broforbindelse til fastlandet. Mälsåker slot ligger på øen.
Ifølge Snorri Sturlusons Heimskringla-sagaer, blev kong Granmar af Södermanland myrdet på øen af Ingjald Illråde.
På Selaön ligger Åsa gravfelt fra yngre jernalder med 250 gravanlæg, herunder en skibssætning. På stedet er der også Mervallastenen, der er en runesten fra 1000-tallet.